# 둥저우구

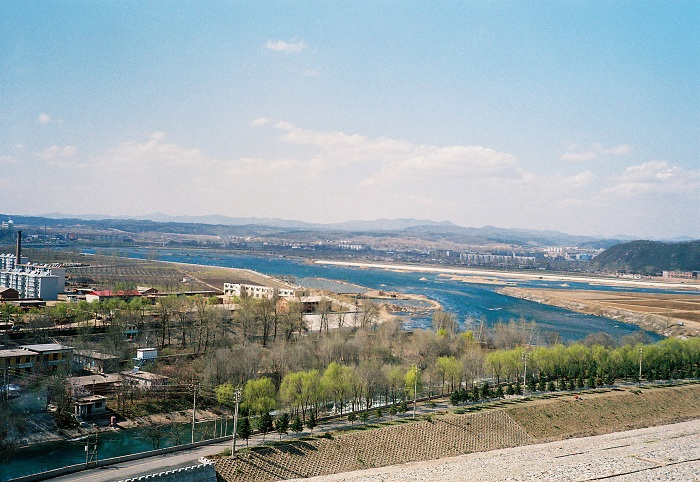

둥저우구(한국어: 동주구, 중국어: 东洲区, 병음: Dōngzhōu Qū)는 중화인민공화국 랴오닝성 푸순 시의 행정구역이다. 넓이는 192km2이고, 인구는 2007년 기준으로 340,000명이다.

## 행정 구역
10개 가도, 2개 향을 관할한다.
- 가도: 东洲街道, 新屯街道, 张甸街道, 搭连街道, 龙凤街道, 万新街道, 老虎台街道, 平山街道, 南花园街道, 刘山街道.
- 향: 碾盘乡, 千金乡.